# Muixeranga

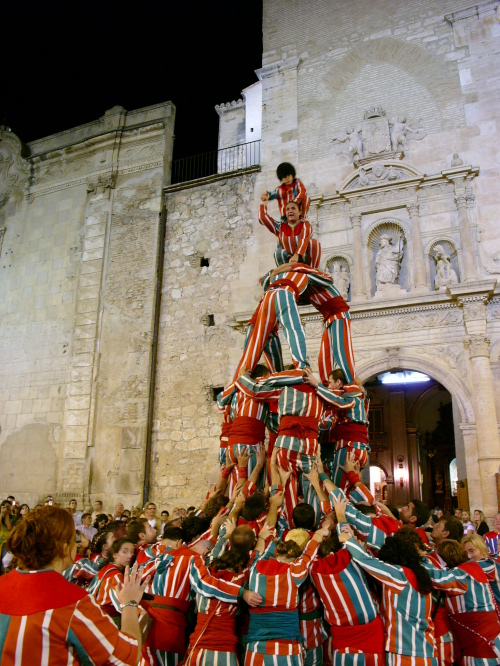
La muixeranga ad Algemesí.

La Muixeranga è un insieme di balli composti prevalentemente da danze di strada e castelli umani, originaria della Comunità Valenciana la cui tradizione viene ancora conservata nella cittadina di Algemesí (Ribera Alta).
Non si tratta esclusivamente della danza propriamente detta, comprende invece una serie di quadri e raffigurazioni plastiche con intenzioni raffigurative, che partecipano alla Processione della Madonna della Salute, festa principale di Algemesí (7 e 8 settembre).
Muixeranga è il nome utilizzato ad Algemesí, si differenzia dai moderni casteller nel senso che la Muixeranga ha una tradizione ed un significato religioso, l'origine è comunque la stessa. In tempi antichi la traduzione era diffusa in altre parti della penisola iberica.

## Origini e diffusione
Ci sono molte teorie sull'origine della muixeranga, in particolare sull'etimo del nome. Sono molti coloro che sostengono la teoria secondo la quale la parola deriverebbe dal termine arabo mochain, che significa "maschera". Una seconda teoria lo collega con cortei antichi che venivano svolti lungo le strade per commemorare un evento speciale.
Anche se la tradizione nella Penisola iberica potrebbe essere stata posteriore al XIII secolo, le prime cronache scritte sul muixeranga in Algemesí possono essere rinvenute soltanto nella prima parte del XVIII secolo, ma la presenza costante può far pensare ad un'origine molto più antica. Se ci atteniamo a riferimenti delle croniche, la data del 1724, con la celebrazione delle prime feste solenni in onore di Nostra Signora della Salute, potrebbe essere la più antica che la vincola alla Festa; ma se teniamo in conto la constatazione documentale dei Libri dei Conti del Villa risale al 1733 che con cadenza annuale veniva liquidato lo stipendio ai dulzaineros impegnati nella Festa, è la più esatta datazione cronologica.
Muixeranga di Algemesí ha celebrato il 40 ° anniversario nel 2013 da quando nel 1973 (quando e quasi scomparsa) in omaggio alle 30 persone che nel 1973 è riuscito a mantenere la tradizione del ballo e portare avanti la più caratteristica e simbolica danza di Valencia, oggi Patrimonio UNESCO dell'Umanita (ref 1).

## Caratteristiche della Muixeranga
Le persone che compongono i castelli sono un gruppo di uomini, di qualsiasi professione ma preferibilmente forti ed abili. Circa 200 uomini partecipano oggi nelle figure plastiche, ma anticamente non erano più di trenta. C'è un maestro che coordina il ballo e dirige i castelli umani, le torri e le altre figure ed inoltre ammette persone nuove nel gruppo e si occupa del loro addestramento. La memoria collettiva ricorda ancora i tempi nei quali Enric Cabrera fu maestro per venti anni. Ugualmente è ricordato Llorca il barbiere, tra i quaranta ed i settanta. Oggi il ventaglio professionale dei suoi componenti si è ampliato in corrispondenza con una società diversificata.
Il vestiario, eccentrici e colorati in molti modi, consta di una blusa stretta e retta, abbottonata davanti, pantaloni lunghi, cappello e sandali di corda di suola magra. Il tessuto è rozzo e forte a strisce verticali rosse ed azzurri su fondo di righe bianche con disposizione ad arlecchino, con l'eccezione dell'abito del maestro che porta ogni pezzo di un solo colore.
Sembra che questo aspetto stravagante non sia intenzionale. Le persone anziane ancora ricordano che anticamente i loro vestiti erano fatti con le vecchie stoffe dei materassi.
Da un'idea originale dal membro Juan Ezquer a 1973, ad accompagnare i membri della banda alcuni bimbi portano qualche brocche tagliati a metà e dipinte con le strisce a colori tipiche delle stesse Muixeranga servita per raccogliere fondi per le attività di questi.

## Musica e simbologia
Il ballo è accompagnato da musica di tabalet (un tamburo) e dolçaina (un particolare tipo di flauto con un suono molto forte), con un motivo di origini molto antiche e di autore ignoto. Ci sono persone impegnate per il recupero della cultura della zona di Valencia e della sua lingua, esse hanno rivendicato la musica del Muixeranga come una sorta di inno per il Paese di Valencia ed anche per tutti i territori di lingua catalana.
Ascolta la canzone della Muixeranga  eseguita da Xavier Richart.